# 산토리홀

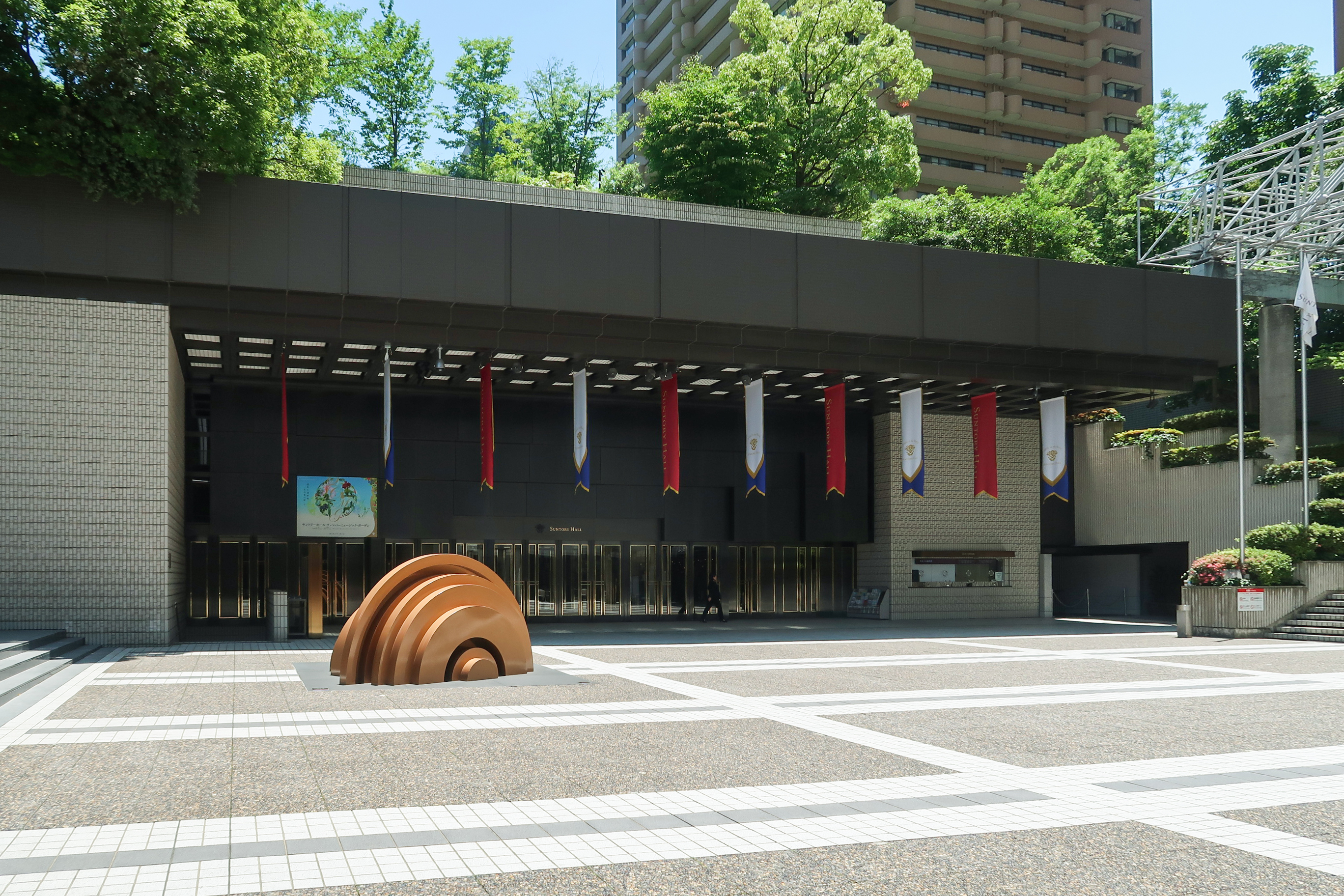
산토리홀

산토리홀(일본어: サントリーホール 산토리호루[*])은 일본 도쿄도 미나토구 아카사카에 있는 콘서트홀이다. 산토리 예술재단이 운영한다. 공사는 1970년대 후반에 시작되어 1986년 10월에 개관했다.